# 苏西洛·班邦·尤多约诺
苏西洛·班邦·尤多约诺（爪哇語發音：[susiɭɔ b̥amb̥aŋ juɖ̥ɔjɔnɔ]，1949年9月9日—），印度尼西亚政治人物、第六任总统，也是首位直接民選總統。尤多約諾於2004年當選印尼總統，2009年連任。

## 生平
苏西洛出生于印度尼西亚东爪哇巴齐丹（Pacitan）的一个军官家庭。1973年毕业于印度尼西亞軍事學院，毕业后1975年随印尼军队入侵东帝汶，至此多次到东帝汶执行过指挥任务。苏西洛1980年代曾留学美国，在韦伯斯特大学（Webster University）学习商业管理并获文学硕士学位；1995年—1996年在波斯尼亚任印尼首席军事观察员，之后晋升为首都雅加达和南苏门答腊岛主管领土事务的将领；1997年被任命为武装力量社会与政治事务参谋长；2000年4月1日退役，并获四星级上将军衔，之后加入瓦希德总统领导的政府并任矿业部长，之后任安全及政治事务首席部长，任安全与政治事务首席部长之时的首要任务是清除军队对政治的干预。一年后的，他与瓦希德总统发生冲突，面对被弹劾的危险，瓦希德请苏西洛宣布实施紧急状态，苏西洛拒绝，随即辭職。

## 2002年巴厘島爆炸案
2002年巴厘島爆炸案后，苏西洛獲梅加瓦蒂总统重新任命为政治及安全事务统筹部长，其後他出任印尼首席安全部长，负责领导印尼的反恐行动（War on Terrorism），追剿恐怖分子，至此获得印尼国内和国际媒体的广泛关注。他在巴厘岛爆炸案发生一周年时发表的讲话，被视为所有印尼领导人在这一敏感问题上发表的措辞最强硬的讲话，因而贏得不少掌聲。

## 總統

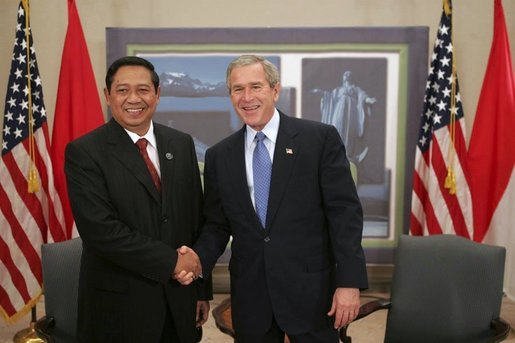
2004年11月20日苏西洛与美国总统乔治·沃克·布什会面

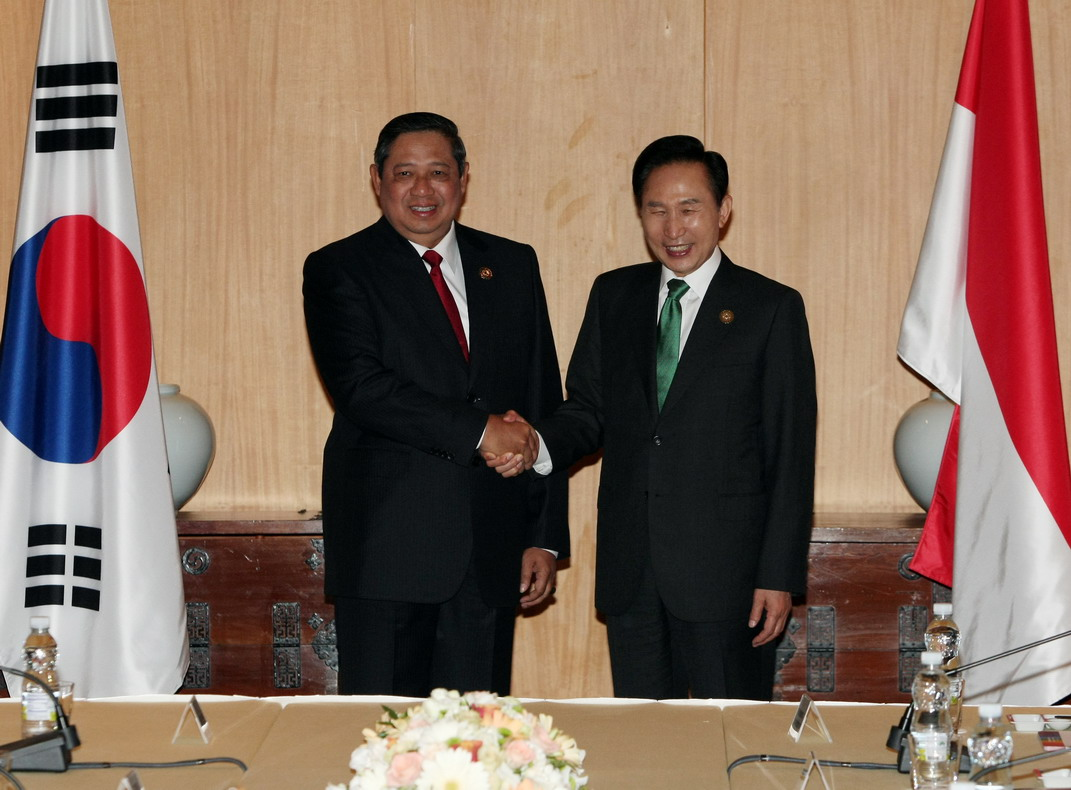
2009年6月1日苏西洛与韩国总统李明博会面

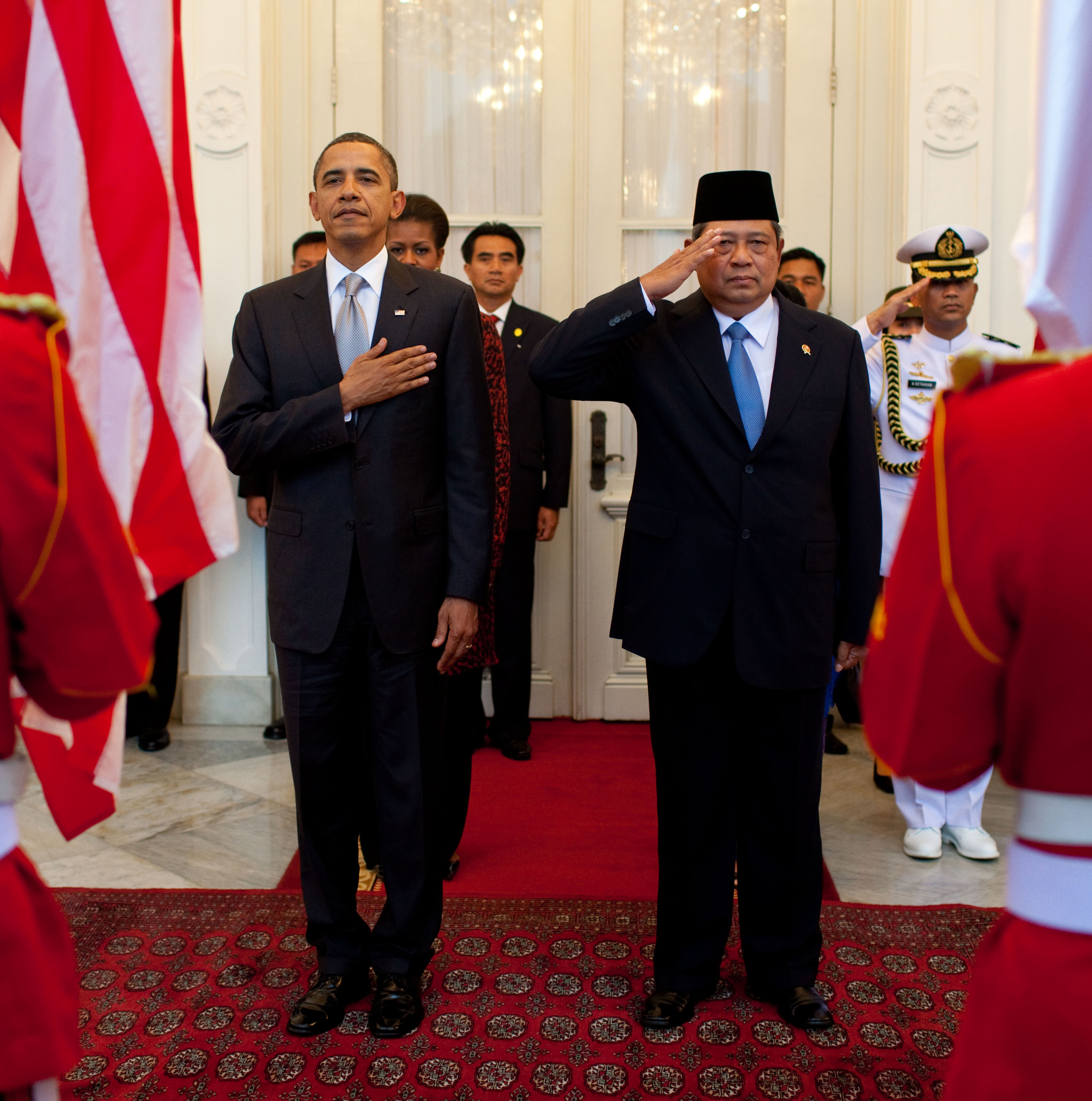
苏西洛及美國總統贝拉克·奥巴马於2010年11月9日共同出席於獨立宮的典禮，歐巴馬曾於孩童時期居住於雅加達，因而在印尼相當受到歡迎

2004年3月，由于与梅加瓦蒂和其丈夫的争执而辞职。其後印尼舉行首次总统直选，因其正直的个性和精彩的电视演讲成为梅加瓦蒂强有力的竞争者，最后击败梅加瓦蒂，成为印尼历史上第一位由人民直选產生的总统。10月20日於雅加達宣誓就職。

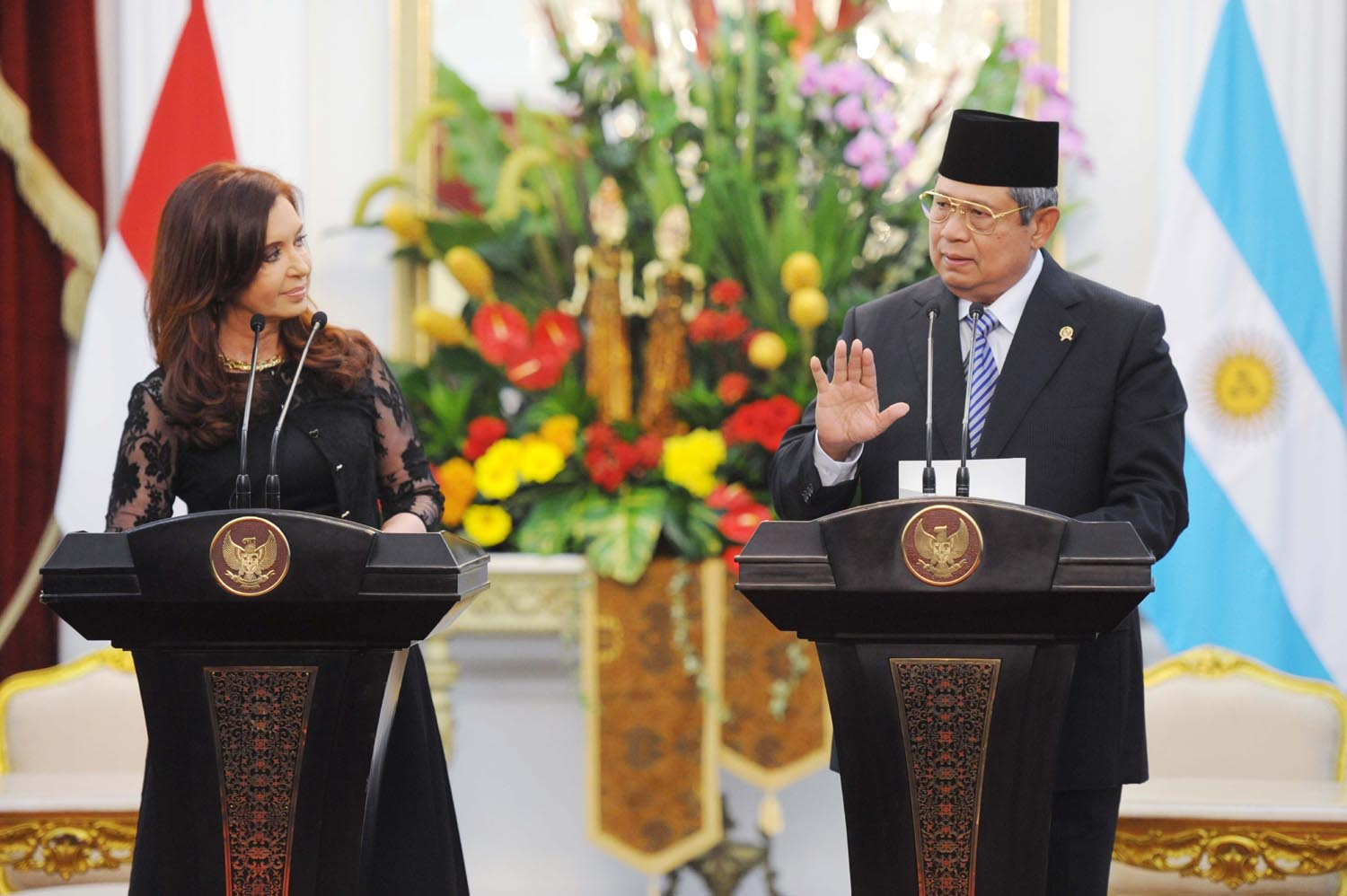
2013年1月17日苏西洛与阿根廷总统克里斯蒂娜·费尔南德斯·德基什内尔会面

2009年7月，尤多約諾參加2009年總統選舉競選連任。7月24日，印尼选举委员会宣布，苏西洛·班邦·尤多约诺以60.8%的得票率，成功连任总统。

## 个人生活
苏西洛和阿尼·尤多约诺与1976年共谐连理，两人育有两个儿子。2019年6月1日，妻子于新加坡国立大学医院离世。